# دانشگاه فناوری چالمرز
دانشگاه فناوری چالمرز (به سوئدی: Chalmers tekniska högskola) دانشگاهی فنی، در جنوب غربی کشور سوئد در شهر بندری یوتبوری است که کار آن بر تحقیقات و تحصیل در رشته‌های فنی مهندسی، علوم پایه و معماری بنا نهاده شده‌است و از معتبرترین دانشگاه‌های فنی اروپا به شمار می‌رود. حدود ۴۰ درصد مهندسین سوئدی دانش آموخته این دانشگاه هستند.

## تاریخچه
این دانشگاه در سال ۱۸۲۹ به کمک پول اهدا شده از طرف ویلیام چالمرز تأسیس شد. چالمرز یکی از سه دانشگاهی در سوئد است که به نام یک شخص نامگذاری شده‌اند. دو دانشگاه دیگر عبارتند از انستیتوی کارولینسکا استکهلم و دانشگاه لینائوس در اسملاند. چالمرز تا سال ۱۹۳۷ به عنوان یک دانشگاه خصوصی اداره می‌شد و بعد از آن تا سال ۱۹۹۴ به دولت واگذار شد و مجدداً از این سال تا امروز به عنوان یک دانشگاه خصوصی اداره می‌گردد.
این دانشگاه در حال حاضر دارای حدود ۱۱۰۰۰ دانشجو است که حدود ۴۰ درصد آنها در مرحله کارشناسی ارشد غیر سوئدی هستند.
از سال ۲۰۰۷ تمام رشته‌های مقطع فوق لیسانس (که بالغ بر ۵۰ رشته می‌باشد) به زبان انگلیسی تدریس می‌شوند.

## دپارتمان‌ها
از ژانویه سال ۲۰۰۵ دانشگاه به دپارتمانهای زیر تقسیم شد:
1. تکنولوژی اطلاعات کاربردی
2. مکانیک کاربردی
3. فیزیک کاربردی
4. معماری
5. مهندسی شیمی و بیولوژی
6. مهندسی عمران و محیط زیست
7. علوم کامپیوتر و مهندسی کامپیوتر
8. انرژی و محیط
9. فیزیک پایه
10. تکنولوژی مواد و ساخت
11. علوم ریاضی
12. میکرو تکنولوژی و علوم نانو
13. توسعه محصول و سخت
14. علوم رادیویی و فضایی
15. تکنولوژی کشتی رانی و دریا نوردی
16. سیگنال و سیستم
17. مدیریت فناوری و اقتصاد